# Dan Whitesides
Dan Whitesides, né le 7 juillet 1977 est le batteur officiel de The Used. Il remplace Branden Steineckert qui a quitté le groupe en septembre 2006.
Dan était avant, dans le groupe New Transit Direction pendant environ 7 ans.

## Biographie
Dan Whitesides a commencé la batterie à l'âge de 14 ans, il a grandi en étant très influencé par des batteurs telle que John Bonham, Keith Moon, Eddie Shore, et Mitch Mitchell, mais il garde avant tout une grande place dans son cœur pour son batteur favori, Ringo Starr.
Il était un grand fan de The Used avant de les rejoindre et se sent comme l'homme le plus chanceux sur terre de pouvoir être à présent dans le groupe.

## Discographie
New Transit Direction
- New Transit Direction (EP)
- 2004: Wonderful Defense Mechanisms

The Used
- 2008 - ???